# Antti Rinne
Antti Juhanl Rinne (Hèlsinki, 3 de novembre de 1962) és un polític, advocat i sindicalista finlandès. Va ser dirigent sindical, primer ministre de Finlàndia, president de torn del Consell de la Unió Europea, i president del Partit Socialdemòcrata finlandès (SDP).
Es va llicenciar en dret per la Universitat de Hèlsinki.
Com a sindicalista, va dirigir el Sindicat de Treballadors del Sector Privat ERTO (2002-2005), el Sindicat de Treballadors Assalariats TU (2005-2010) i el Sindicat PRO (2010-2014).
Com a polític, va ser conseller municipal primer a Lohja (1988-1992) i després a Mäntsälä (1996-2004 i 2012-2020). Des del 2015 és diputat al Parlament. El 9 de maig de 2014 va ser elegit president del Partit Socialdemòcrata (SDP), derrotant –encara que fos per un marge estret de vots: 257 a 243– la fins llavors presidenta Jutta Urpilainen, la qual a més de deixar la presidència del partit va renunciar als càrrecs que detentava al govern finlandès de coalició. Rinne, doncs, va substituir-la tan al partit com al govern, assumint el càrrec de Ministre de Finances i Viceprimer ministre del Govern des del 6 de juny de 2014 al 29 de maig de 2015.
A les eleccions legislatives de l'abril del 2019, Rinne va encapçalar la primera victòria socialdemòcrata en dues dècades aconseguint un 17,7% de vots per al SPD enfront del 17,5% que va obtenir la coalició de dretes Verdaders Finlandesos (actualment nomenats Partit dels Finlandesos). En conseqüència, el 6 de juny del 2019 va assumir el càrrec de primer ministre de Finlàndia i va governar amb un govern de coalició amb el Partit del Centre, la Lliga Verda, l'Aliança d'Esquerra i el Partit Popular Suec (partit de la minoria sueca de Finlàndia). Aquest càrrec el va compaginar amb el de President de torn del Consell de la Unió Europea (de l'1 de juliol del 2019 al 31 de desembre del 2019).
No obstant, el 3 de desembre del 2019 va renunciar al lloc de primer ministre, arran que el Partit del Centre li retirés la seva confiança per la gestió de Rinne en la resolució del conflicte laboral a l'empresa postal estatal, Posti. El partit va substituir-lo en aquest lloc per la joveníssima Sanna Marin, que va ser ratificada pel Parlament el 10 de desembre i es va convertir així en la persona més jove a ocupar aquest càrrec a Finlàndia, al capdavant del mateix govern de coalició.
Malgrat haver plegat de les seves responsabilitats al Govern finlandès, segueix exercint de president del Partit Socialdemòcrata (SPD).